# Верджел (Нью-Йорк)
Верджел (англ. Virgil) — місто (англ. town) в США, в окрузі Кортленд штату Нью-Йорк. Населення — 2425 осіб (2020).

## Демографія
Згідно з переписом 2010 року, у місті мешкала 2401 особа в 917 домогосподарствах у складі 668 родин. Було 1120 помешкань
Расовий склад населення:
| - 97,0 % — білих - 0,7 % — чорних або афроамериканців - 0,5 % — корінних американців - 0,5 % — азіатів |

До двох чи більше рас належало 0,9 %. Частка іспаномовних становила 1,7 % від усіх жителів.
За віковим діапазоном населення розподілялося таким чином: 23,9 % — особи молодші 18 років, 64,1 % — особи у віці 18—64 років, 12,0 % — особи у віці 65 років та старші. Медіана віку мешканця становила 41,5 року. На 100 осіб жіночої статі у місті припадало 103,0 чоловіків;  на 100 жінок у віці від 18 років та старших — 101,2 чоловіків також старших 18 років.
Середній дохід на одне домашнє господарство  становив 81 989 доларів США (медіана — 70 789), а середній дохід на одну сім'ю — 92 663 долари (медіана — 78 000). Медіана доходів становила 57 500 доларів для чоловіків та 45 625 доларів для жінок. За межею бідності перебувало 8,4 % осіб, у тому числі 10,5 % дітей у віці до 18 років та 1,9 % осіб у віці 65 років та старших.
Цивільне працевлаштоване населення становило 1364 особи. Основні галузі зайнятості: освіта, охорона здоров'я та соціальна допомога — 30,5 %, виробництво — 15,6 %, роздрібна торгівля — 9,6 %, будівництво — 8,9 %.